# Kirby's Adventure
Kirby's Adventure, conosciuto in Giappone come Hoshi no Kirby: Yume no izumi no monogatari (星のカービィ夢の泉の物語?, Hoshi no Kābī yume no izumi no monogatari, lett. "Kirby delle Stelle: la storia della fontana dei sogni"), è un videogioco a piattaforme sviluppato da HAL Laboratory e pubblicato da Nintendo per la console NES. È stato messo in commercio dapprima in Giappone il 23 marzo 1993, negli Stati Uniti il 1º maggio 1993 e successivamente in Europa il 1º dicembre 1993.
Kirby's Adventure è il primo gioco della serie a debuttare per console casalinga e il secondo episodio della stessa, dopo il suo debutto con Kirby's Dream Land su Game Boy. In questo titolo vengono per la prima volta introdotte le abilità Copia, che sarebbero divenute un tratto caratteristico del personaggio. È inoltre il primo gioco di Kirby a colori e segna il debutto di Meta Knight. È stato ripubblicato nel 2007 per la Virtual Console di Wii, nel 2013 per Wii U ed è uno dei trenta giochi della console NES Classic Edition. È anche uno dei titoli per NES giocabili utilizzando il servizio Nintendo Entertainment System - Nintendo Switch Online.
Kirby's Adventure è stato ben accolto dalla critica. I critici hanno apprezzato le abilità Copia di Kirby, i controlli di gioco e la varietà dei livelli. Il gioco ha influenzato in modo importante i capitoli successivi della serie e oggi viene considerato uno dei migliori giochi per Nintendo Entertainment System dalla stampa di settore. Sono stati realizzati due remake del gioco, Kirby: Incubo nella Terra dei Sogni (2002) per Game Boy Advance e 3D Classics: Kirby's Adventure (2011) per Nintendo 3DS, quest'ultimo sviluppato da Arika.

## Trama
Kirby, la creatura rosa protagonista, non riesce ad avere sogni e decide pertanto di visitare la Fontana dei Sogni. Al suo arrivo apprende che King Dedede, sovrano di Dream Land, si è impossessato dello Scettro Stella, la fonte di energia della fontana, e lo ha frammentato in sette pezzi, donandone sei ai suoi sgherri e tenendone uno lui stesso. Kirby decide pertanto di rintracciare i frammenti per ripristinare l'equilibrio.
Una volta radunati i sei pezzi e avendo affrontato e sconfitto King Dedede, Kirby viene supplicato dal sovrano di non ricollocare lo Scettro in cima alla Fontana dei Sogni, ma non lo ascolta, rilasciando accidentalmente il malvagio Mago Incubo, che aveva preso possesso della Fontana dei Sogni per cercare di ottenere il controllo di Dream Land. Questi assorbe i poteri della Fontana e fugge nello spazio. Kirby, con l'aiuto di King Dedede, riesce però a raggiungere e sconfiggere il mago, recuperando così facendo lo Scettro di Stella e ripristinando la normalità. Le azioni del re si rivelano quindi parte di un piano finalizzato a proteggere la Fontana dal perfido antagonista e, chiarito l'equivoco, Kirby e Dedede si riconciliano.

## Modalità di gioco

Aspirando i "Flamer", nemici in grado di fluttuare ed emettere fiamme, Kirby può diventare Kirby Meteora e disporre di attacchi a base di fuoco

L'ambientazione del gioco è costituita da sette diversi mondi, in ognuno dei quali si trovano da cinque a sette livelli. L'ultimo dei livelli di ogni mondo prevede una battaglia contro un boss che, se vinta, permette di recuperare un pezzo dello Scettro di Stella e di passare al mondo successivo.
Lo scopo del gioco è arrivare alla fine di ogni livello, che (ad eccezione di quello finale di ogni mondo) è un platform a scorrimento laterale popolato da vari nemici che possono essere schivati o sconfitti. Kirby dispone di sei punti vita, che calano di un'unità qualora subisca danno. Esaurire completamente i punti vita o toccare l'estremità inferiore dello schermo comporta la perdita di una vita. Se tutte le vite a disposizione del giocatore finiscono, il punteggio ottenuto si azzera e il giocatore è costretto a ricominciare daccapo il mondo in cui si trovava. Nei livelli sono disseminati vari oggetti, che consentono di recuperare punti vita, diventare invulnerabili per breve tempo o ottenere una vita extra.
Quando un livello viene completato, si apre la porta del livello successivo. Oltre ai livelli, nei mondi è anche possibile accedere ad alcuni minigiochi, che permettono di ottenere abilità, vite extra o punti bonus.
La maggior parte delle capacità del protagonista sono mutuate da Kirby's Dream Land: può infatti camminare a destra e a sinistra, accovacciarsi e saltare. Può anche galleggiare, ma fintantoché è in volo non può usare le altre sue abilità. A differenza del capitolo precedente, il protagonista può correre ed effettuare calci in scivolata. L'aspetto più significativo del gioco è l'introduzione delle abilità Copia di Kirby. Aspirando e deglutendo alcuni nemici, Kirby può ottenere una capacità variabile a seconda dell'abilità speciale posseduta dal nemico. Esse sono 25 e vengono perse ogniqualvolta il personaggio subisce danno, ma possono anche essere scartate in qualsiasi momento, tornando così alla forma normale. Non è possibile aspirare i nemici se si possiede un'abilità Copia.

## Colonna sonora
Come nel precedente gioco è disponibile la modalità "Sound Test", a cui si accede terminando la Modalità Extra: in essa sono disponibili all'ascolto le cinquantasette tracce audio che costituiscono la colonna sonora, composta da Jun Ishikawa in collaborazione con Hirokazu Ando. Una parte di esse è stata successivamente pubblicata nell'album Hoshi no Kirby - Yume no Izumi no monogatari.

## Sviluppo

Schermata di gioco: Kirby in questo momento dispone dell'abilità di Copia Laser, che gli permette di colpire con raggi in linea retta oggetti e nemici

Kirby's Adventure venne sviluppato da HAL Laboratory di Kōfu come successore di Kirby's Dream Land, gioco per Game Boy del 1992. Masahiro Sakurai fu game director e progettista, mentre Iwata fornì assistenza alla programmazione. Secondo Sakurai, lo sviluppo ebbe inizio dopo che gli venne chiesto di portare Kirby's Dream Land sul NES. Poiché il titolo per Game Boy era rivolto ai principianti e il target della nuova console era costituito da giocatori più esperti, Sakurai scelse di creare invece un gioco differente. Di conseguenza, solo una piccola parte di Kirby's Adventure è basata su Kirby's Dream Land.
HAL Laboratory desiderava espandere il repertorio di mosse a disposizione di Kirby, in quanto il titolo precedente aveva ricevuto critiche dai giocatori più navigati in cerca di una sfida. Con Kirby's Adventure, Sakurai desiderava infatti mantenere un gameplay semplice, ma al contempo più efficace in modo da far divertire anche i più esperti. Ciò portò alla concezione della capacità di assorbire le abilità nemiche, che il team sperava avrebbero consentito ai giocatori di mettersi alla prova, accrescendo nel processo anche la rigiocabilità. HAL Laboratory realizzò quindi oltre quaranta forme, dopodiché selezionò quelle da includere nel gioco finale. Vennero inoltre aggiunti alcuni minigiochi, progettati per essere più semplici del gioco principale, in quanto si temeva che il nuovo set di mosse di Kirby avrebbe dato ai giocatori l'impressione che Kirby's Adventure fosse un gioco difficile. Kirby ottenne anche la possibilità di correre più velocemente ed eseguire un attacco in scivolata, al fine di velocizzare il ritmo del gioco.
Kirby's Adventure fu il primo gioco a rappresentare Kirby a colori. Sakurai aveva sempre immaginato Kirby di colore rosa, ma la grafica monocromatica del Game Boy lo aveva reso bianco in Kirby's Dream Land. Gli altri membri del personale rimasero infatti scioccati quando scoprirono che Kirby era rosa.. Lo sprite di Kirby venne inoltre ingrandito per venire incontro alle lamentele dei giocatori riguardo al titolo precedente. HAL Laboratory commissionò a un artista le immagini degli sfondi, che vennero poi consegnate al mappatore per lavorare al gioco. Secondo Saitou, essi avrebbero dovuto essere «abbastanza carini anche per conto proprio». Kirby's Adventure segna inoltre la prima apparizione di Meta Knight, che appare come boss senza nome in uno dei livelli del gioco.
Il gioco venne pubblicato da Nintendo in Giappone il 23 marzo 1993, in Nord America il 1º maggio 1993 e in Europa il 12 settembre 1993. Venne reso disponibile alla fine del ciclo di vita del NES, dieci anni dopo il lancio della console in Giappone.

## Pubblicazioni successive
Un port di Kirby's Adventure è stato reso disponibile come gioco scaricabile per l'eShop di Nintendo 3DS in occidente il 17 novembre 2011 e in Giappone il 25 aprile 2012. In quanto parte della serie 3D Classics, tale edizione offre la possibilità di utilizzare la funzionalità 3D stereoscopica del 3DS, ma per il resto il gioco è rimasto invariato.
Il gioco è stato poi pubblicato tramite il servizio di distribuzione digitale di Virtual Console per Wii in tutto il mondo nel febbraio 2007 e sulla Virtual Console Wii U nell'aprile 2013. La versione NES è stata inclusa anche nella Kirby's Dream Collection del 2012, una raccolta di videogiochi Kirby volta a commemorare il 20º anniversario della serie, e sulla console dedicata NES Classic Edition (2016). Il 13 febbraio 2019 Kirby's Adventure è stato aggiunto alla libreria di giochi NES disponibile tramite il servizio di abbonamento Nintendo Switch Online.
Alla fine del 2002, Nintendo ha pubblicato Kirby: Incubo nella Terra dei Sogni, un remake migliorato di Kirby's Adventure per Game Boy Advance. Il gameplay di base e il level design sono rimasti sostanzialmente invariati, ma gli ingressi nascosti sono stati resi più facili da trovare e i combattimenti contro i boss più difficili. Tuttavia, grafica ed effetti sonori sono stati rifatti da zero per sfruttare l'hardware del GBA, più potente di quello originale. Incubo nella Terra dei Sogni aggiunge altre funzionalità, inclusi tre nuovi minigiochi e una modalità multigiocatore cooperativa che supporta fino a quattro dispositivi contemporaneamente. Dispone anche di una modalità sbloccabile chiamata "Meta Knightmare", in cui il giocatore può utilizzare Meta Knight come personaggio giocante.

## Accoglienza
| Testata                           | Versione | Giudizio |
| --------------------------------- | -------- | -------- |
| GameRankings (media al 9-12-2019) | NES      | 83,60%   |
| GameRankings (media al 9-12-2019) | 3DS      | 76,60%   |
| Computer and Video Games          | NES      | 89%      |
| Electronic Gaming Monthly         | NES      | 8,25/10  |
| Famitsū                           | NES      | 33/40    |
| Game Power                        | NES      | 83/100   |
| GamePro                           | NES      | 20/20    |
| GameSpot                          | NES      | 7,3/10   |
| HonestGamers                      | NES      | 10/10    |
| Jeuxvideo.com                     | Wii U    | 17/20    |
| Joypad                            | NES      | 90% 78%  |
| Nintendo Life                     | 3DS      | 8/10     |
| Official Nintendo Magazine        | 3DS      | 83%      |
| Player One                        | NES      | 92%      |
| SpazioGames                       | Wii      | 8/10     |

Kirby's Adventure è stato ben accolto dai critici, i quali hanno convenuto che si trattasse di un miglioramento rispetto a Kirby's Dream Land. Gli aspetti più apprezzati dai recensori sono stati l'originalità del gioco con la sua nuova capacità di copiare le abilità nemiche, il design unico dei mostri, la dimensione e la varietà dei livelli, i controlli limitati e la qualità e della grafica e dell'animazione. Nintendo Power ha affermato che il gioco fosse più difficile di quanto il suo aspetto carino potesse far credere, mentre Joypad, ritenendo che il gioco fosse rivolto ai bambini più piccoli, ha fornito due punteggi separati per i giocatori di età superiore e inferiore a 12 anni. Alcuni hanno tuttavia criticato il fatto che gli sprite dei personaggi, specialmente quello di Kirby, fossero difficili da vedere a causa delle loro ridotte dimensioni.
Anche le recensioni retrospettive per la pubblicazione del gioco sulla Virtual Console di Wii sono state positive. IGN lo ha definito uno dei migliori giochi per NES e uno dei suoi più grandi successi tecnici visivi e uditivi. Eurogamer ha affermato che fosse uno dei migliori giochi di Kirby. Nintendo Life e GameSpot hanno concordato che il gioco avesse spinto al limite le capacità tecniche del NES. Gli altri elementi del gioco sono stati elogiati come nel 1993, inclusa l'originalità, la tenerezza e la varietà degli ambienti di gioco. GameSpot ha scritto che Kirby's Adventure aveva superato bene la prova del tempo, benché il gioco fosse piuttosto facile e poco longevo. Altri hanno anche criticato il gioco per la sua lunghezza e la mancanza di sfida. Per la versione di 3D Classics, l'effetto 3D aggiunto al gioco è stato ritenuto deludente rispetto a giochi come Excitebike e TwinBee che avevano sfruttato maggiormente gli effetti di parallasse e profondità.

## Influenza culturale
Kirby's Adventure è considerato uno dei migliori giochi per NES dalla stampa di settore. GamesRadar+ lo ha elencato come l'undicesimo miglior gioco per la console, IGN il ventisettesimo e Paste il quindicesimo. Official Nintendo Magazine lo ha elencato come il 69° miglior gioco su una console Nintendo nel 2009, e IGN lo ha classificato all'84º posto in un elenco simile dei migliori giochi Nintendo.
La capacità di copiare le abilità nemiche introdotta in Kirby's Adventure sarebbe diventata una meccanica di base caratteristica di Kirby. Il gioco è stato anche il primo della serie a introdurre elementi sbloccabili che rendevano possibile trovare determinati oggetti nascosti nei livelli, che sarebbero diventati anch'essi un tema ricorrente dei giochi successivi. Meta Knight è inoltre divenuto un personaggio giocabile ricorrente nella serie Super Smash Bros. a partire da Super Smash Bros. Brawl nel 2008. Il Mago Incubo, l'antagonista del gioco, compare inoltre come assistente in Super Smash Bros. for Nintendo 3DS e Wii U.
Il gioco fa la sua comparsa anche in Super Smash Bros. Brawl e Super Smash Bros. per Wii U, dove i giocatori possono sperimentare una breve demo per un tempo limitato, rispettivamente due e tre minuti.

### Esplicative
1. ↑  Il voto è una media delle valutazioni parziali date a "Grafica" (9/10), "Sonoro" (8/10), "Giocabilità" (8/10) e"Sfida" (8/10), poi traslata in base 100 e arrotondata per eccesso all'unità.
2. ↑  (<12 anni)
3. ↑  (≥12 anni)

### Riferimenti
1. 1 2 3  (JA) Kirby's Adventure Story of the Dream Fountain - Famitsu, su famitsu.com. URL consultato il 12 marzo 2021 (archiviato il 2 giugno 2019).
2. 1 2 3  (EN) Mainline Kirby Games: The Early Years - Feature, su Nintendo World Report. URL consultato il 3 marzo 2021 (archiviato il 12 settembre 2019).
3. 1 2 3 4  (FR) Kirby's Adventure sur Nes, su Jeuxvideo.com. URL consultato il 15 luglio 2018 (archiviato il 16 luglio 2018).
4. ↑  (JA) VC 星のカービィ 夢の泉の物語, su nintendo.co.jp. URL consultato il 3 marzo 2021 (archiviato il 14 agosto 2020).
5. 1 2  (EN) Virtual Console Mondays: February 12, 2007 - Recommendations, su Nintendo World Report. URL consultato il 3 marzo 2021.
6. ↑   Kirby's Adventure, su Nintendo of Europe GmbH. URL consultato il 3 marzo 2021.
7. ↑  (JA) 3Dクラシックス 星のカービィ 夢の泉の物語 - ニンテンドー3DS - 任天堂, su 任天堂ホームページ. URL consultato il 3 marzo 2021 (archiviato il 15 dicembre 2020).
8. 1 2  (EN) 3D Classics: Kirby's Adventure for Nintendo 3DS - Nintendo Game Details, su nintendo.com. URL consultato il 3 marzo 2021 (archiviato il 14 dicembre 2020).
9. ↑  (JA) 星のカービィ 夢の泉の物語 - Wii U - 任天堂, su 任天堂ホームページ. URL consultato il 3 marzo 2021 (archiviato il 15 dicembre 2020).
10. 1 2 3 4  (EN) Kirby's Adventure (NES) News, Reviews, Trailer & Screenshots, su Nintendo Life. URL consultato il 7 marzo 2021 (archiviato il 17 luglio 2018).
11. ↑  (EN) Nintendo Classic Mini: Nintendo Entertainment System launches 11th November and includes 30 classic NES games, su Nintendo of Europe GmbH. URL consultato il 10 marzo 2021 (archiviato il 27 ottobre 2020).
12. ↑   Nintendo annuncia NES Classic Mini, console disponibile dall'11 novembre, su Everyeye.it. URL consultato il 10 marzo 2021 (archiviato il 22 ottobre 2016).
13. 1 2  (EN) Angela Perez, Nintendo New NES Release Date & Price in Australia, 15 luglio 2016. URL consultato l'8 agosto 2016 (archiviato il 23 giugno 2018).
14. ↑  (RU) Nintendo Classic Mini: Nintendo Entertainment System в продаже с 23 ноября, su Nintendo of Europe GmbH. URL consultato l'11 marzo 2021 (archiviato il 19 settembre 2020).
15. 1 2   Nintendo Switch Online: in arrivo Kirby's Adventure e Super Mario Bros 2, su Everyeye.it. URL consultato il 7 marzo 2021 (archiviato il 7 febbraio 2019).
16. ↑  (JA) 3Dクラシックス 星のカービィ 夢の泉の物語 ニンテンドー3DS - 任天堂, su 任天堂ホームページ. URL consultato il 3 marzo 2021 (archiviato il 15 dicembre 2020).
17. ↑  (EN) ESRB - Kirby's Adventure, su ESRB Ratings. URL consultato il 3 marzo 2021 (archiviato il 3 marzo 2021).
18. ↑  (EN) OFLC (AU) - Kirby's Adventure, su classification.gov.au. URL consultato il 6 marzo 2021 (archiviato l'11 marzo 2021).
19. ↑  (EN) PEGI - Kirby's Adventure, su pegi.info. URL consultato il 3 marzo 2021 (archiviato il 6 marzo 2021).
20. ↑  (DE) USK - Kirby's Adventure, su Unterhaltungssoftware Selbstkontrolle. URL consultato il 9 febbraio 2021.
21. 1 2 3 4 5 6  (JA) Creatures e Nintendo, カービィは簡単だから、むずかしい？, in 星のカービィ―夢の泉の物語 任天堂公式ガイドブック, Shogakukan, 1º marzo 1993, ISBN 978-4-09-102425-1. (Traduzione Archiviato l'11 gennaio 2018 in Internet Archive. di Shmuplations.)
22. 1 2 3 4 5  (EN) Darren Calvert, Review: Kirby's Adventure (Wii Virtual Console / NES), in Nintendo Life, 13 febbraio 2007. URL consultato il 15 luglio 2018 (archiviato il 15 luglio 2018).
23. ↑  (EN) Video game 'bad guys' who aren't really bad at all, su GamesRadar+, 25 febbraio 2017. URL consultato il 16 luglio 2018 (archiviato il 4 gennaio 2018).
24. 1 2 3 4 5  (EN) Electronic Gaming Monthly - Retro CDN (PDF), su retrocdn.net. URL consultato il 3 marzo 2021.
25. ↑  Manuale di istruzioni, pp. 5-8.
26. ↑  Manuale di istruzioni elettronico, p. 5.
27. 1 2 3 4 5 6 7 8  (EN) NES ProReview: Kirby's Adventure, in GamePro, n. 50, settembre 1993,  pp. 86-87.
28. 1 2 3 4 5 6  (EN) Frank Provo, Kirby's Adventure Review, su GameSpot, 16 febbraio 2007. URL consultato il 15 luglio 2018 (archiviato il 15 luglio 2018).
29. ↑  Manuale di istruzioni, pp. 26-27.
30. ↑  Manuale di istruzioni, pp. 23-24.
31. ↑  Manuale di istruzioni, pp. 13-16.
32. ↑  Manuale di istruzioni, p. 17.
33. ↑  Manuale di istruzioni, pp. 19-20.
34. ↑  (EN) GameTrax.net - Kirby of the Stars ~Story of the Fountain of Dreams~, su web.archive.org, 23 aprile 2007. URL consultato il 14 marzo 2021 (archiviato dall'url originale il 23 aprile 2007).
35. 1 2  (EN) Glen Fox, Feature: A Kirby Retrospective: From Game Boy To Nintendo Switch, su Nintendo Life, 11 marzo 2018. URL consultato il 16 luglio 2018 (archiviato dall'url originale il 17 luglio 2018).
36. ↑  (EN) Kirby Super Star Developer Interview - SNES Classic Edition - Official Site, su nintendo.com. URL consultato il 3 marzo 2021 (archiviato il 17 agosto 2019).
37. 1 2 3 4  (EN) Kirby's 20th Anniversary Celebration Book, Nintendo, 19 luglio 2012.
38. ↑  (EN) shmuplations.com, su shmuplations.com. URL consultato il 2 marzo 2021 (archiviato l'11 gennaio 2018).
39. ↑  (EN) 3D Classics: Kirby's Adventure (3DS eShop) News, Reviews, Trailer & Screenshots, su Nintendo Life. URL consultato il 7 marzo 2021 (archiviato il 17 luglio 2018).
40. 1 2  (EN) Philip J Reed, Review: 3D Classics: Kirby's Adventure (3DSWare), in Nintendo Life, 18 novembre 2011. URL consultato il 15 luglio 2018 (archiviato il 16 luglio 2018).
41. 1 2  (EN) Lucas M. Thomas, 3D Classics: Kirby's Adventure Review, su IGN, 17 novembre 2011. URL consultato il 15 luglio 2018 (archiviato dall'url originale il 20 novembre 2011).
42. ↑  (EN) Corbie Dillard, Kirby's Dream Collection: Special Edition Review (Wii), su Nintendo Life, 22 settembre 2012. URL consultato il 7 marzo 2021 (archiviato il 17 luglio 2018).
43. ↑  (EN) Ben Gilbert, These are the 30 games you can play on Nintendo's $60 mini NES console that's coming back this June, su Business Insider, 14 maggio 2018. URL consultato il 7 marzo 2021 (archiviato il 17 luglio 2018).
44. ↑  (EN) Allegra Frank, Kirby finally blesses Nintendo Switch NES game collection next week, su Polygon, 6 febbraio 2019. URL consultato il 7 marzo 2021 (archiviato il 27 maggio 2020).
45. ↑  (EN) Kirby: Nightmare in Dream Land (2002), su Nintendo Life. URL consultato il 7 marzo 2021 (archiviato l'11 marzo 2018).
46. ↑  (EN) Craig Harris, Kirby: Nightmare in Dream Land, su IGN, 2 dicembre 2002. URL consultato il 7 marzo 2021 (archiviato il 16 luglio 2018).
47. ↑  (EN) Frank Provo, Kirby: Nightmare in Dream Land Review, su GameSpot, 9 dicembre 2002. URL consultato il 7 marzo 2021 (archiviato il 15 luglio 2018).
48. ↑  (EN) Kirby: Nightmare In Dreamland GBA Cheats, su Game Revolution, 21 maggio 2004. URL consultato il 7 marzo 2021 (archiviato il 19 luglio 2018).
49. ↑  (EN) Kirby's Adventure for NES, su GameRankings, CBS Interactive. URL consultato il 18 dicembre 2020 (archiviato dall'url originale il 9 dicembre 2019).
50. ↑  (EN) Kirby's Adventure for 3DS, su GameRankings, CBS Interactive. URL consultato il 18 dicembre 2020 (archiviato dall'url originale il 9 dicembre 2019).
51. 1 2 3 4  (EN) Kirby's Adventure (JPG), in Computer and Video Games, n. 141, Peterborough, EMAP, agosto 1993,  p. 87, ISSN 0261-3697 (WC · ACNP).
52. ↑  (JA) クロスレビュー, in Famitsū, n. 227.
53. ↑   Kirby's Adventure (JPG), in Game Power, n. 25, Milano, Studio Vit, febbraio 1994,  p. 60, OCLC 955565950.
54. ↑  (EN) Kirby's Adventure, su GameSpot. URL consultato il 7 marzo 2021 (archiviato il 7 marzo 2021).
55. ↑  (EN) Kirby's Adventure (NES) review, su honestgamers.com. URL consultato il 7 marzo 2021 (archiviato il 3 maggio 2019).
56. ↑  (FR) Test du jeu Kirby's Adventure sur Nes, su Jeuxvideo.com. URL consultato il 3 marzo 2021 (archiviato il 26 novembre 2020).
57. 1 2 3 4  (FR) Kirby's Adventure, in Joypad, n. 23, settembre 1993,  pp. 66-67. URL consultato il 3 marzo 2021 (archiviato il 3 marzo 2021).
58. ↑  (EN) Nintendo Life, Review: 3D Classics: Kirby's Adventure (3DSWare), su Nintendo Life, 18 novembre 2011. URL consultato il 3 marzo 2021 (archiviato il 3 dicembre 2020).
59. ↑  (EN) 3D Classics: Kirby's Adventure review - Official Nintendo Magazine, su web.archive.org, 18 giugno 2012. URL consultato il 20 maggio 2021 (archiviato dall'url originale il 18 giugno 2012).
60. 1 2  (FR) Kirby's Adventure, in Player One, n. 35, ottobre 1993,  pp. 118-119. URL consultato il 3 marzo 2021 (archiviato il 4 febbraio 2021).
61. ↑   Kirby’s Adventure, su SpazioGames, 28 novembre 2007. URL consultato il 3 marzo 2021 (archiviato il 6 marzo 2021).
62. 1 2 3  (EN) Now Playing: Kirby's Adventure, in Nintendo Power, n. 48, maggio 1993,  p. 105.
63. 1 2 3  (EN) Lucas M. Thomas, Kirby's Adventure VC Review, su IGN, 20 febbraio 2007. URL consultato il 15 luglio 2018 (archiviato l'11 gennaio 2013).
64. 1 2 3 4  (EN) Dan Whitehead, Virtual Console Roundup, in Eurogamer, 18 maggio 2007. URL consultato il 15 luglio 2018 (archiviato il 16 luglio 2018).
65. ↑  (EN) GamesRadar staff, Best NES Games of all time, su GamesRadar, 28 luglio 2016. URL consultato l'11 ottobre 2016 (archiviato dall'url originale il 30 giugno 2015).
66. ↑  (EN) Top 100 NES Games, in IGN. URL consultato il 15 luglio 2018 (archiviato dall'url originale il 16 luglio 2018).
67. ↑  (EN) Garrett Martin, The 100 Best NES Games, in Paste, 13 luglio 2017. URL consultato il 15 luglio 2018 (archiviato dall'url originale il 15 luglio 2018).
68. ↑  (EN) CVG staff, Feature: 100 Best Nintendo Games Ever, in Computer and Video Games, 6 marzo 2009. URL consultato l'11 ottobre 2016 (archiviato dall'url originale il 15 maggio 2013).
69. ↑  (EN) The Top 125 Nintendo Games of All Time, su IGN, 24 settembre 2014,  p. 3. URL consultato il 15 luglio 2018 (archiviato dall'url originale il 29 dicembre 2016).
70. ↑  (EN) Meta Knight — Super Smash Bros. Brawl Characters, in UGO Networks, IGN Entertainment, 12 febbraio 2008. URL consultato il 3 marzo 2021 (archiviato dall'url originale il 14 maggio 2014).
71. ↑  (EN) Nightmare Wizard turns out the lights in Super Smash Bros., su Destructoid, 18 agosto 2014. URL consultato il 18 giugno 2021 (archiviato il 18 giugno 2021).
72. ↑  (EN) Smash Bros. DOJO!!, su smashbros.com. URL consultato il 3 marzo 2021 (archiviato il 25 febbraio 2021).
73. ↑  (EN) Masterpieces - Super Smash Bros. for Wii U / 3DS Wiki Guide - IGN. URL consultato il 3 marzo 2021 (archiviato il 30 ottobre 2020).